# Ogólnorosyjskie Biuro Komisarzy Wojskowych
Ogólnorosyjskie Biuro Komisarzy Wojskowych – zostało utworzone w kwietniu 1918.
Przejęło kierownictwo nad pracą polityczną od Oddziału Organizacyjno-Agitacyjnego przy Ogólnorosyjskim Kolegium do spraw Formowania Armii Czerwonej.
W 1919 zostało przemianowane na Zarząd Polityczny Rewolucyjnej Rady Wojennej Republiki.